# US 66
US 66 (U.S. Route 66, U.S. Highway 66, также известное как Шоссе Уилла Роджерса (Will Rogers Highway), в разговорной речи также известно как «Главная улица Америки», «Мать Дорог» или «Дорога дорог») — одно из первых шоссе в системе нумерованных автомагистралей США. Шоссе 66 было открыто 11 ноября 1926 года. Тем не менее, дорожные знаки отсутствовали до 1927 года, а полное асфальтовое покрытие дорога получила к 1936 году. Изначально шоссе начиналось в Чикаго, штат Иллинойс, проходя через штаты Миссури, Канзас, Оклахома, Техас, Нью-Мексико, Аризона, и заканчивалось в Лос-Анджелесе, штат Калифорния, охватывая в общей сложности 3940 километров (2448 миль). В массовой культуре получило известность в 50-60-е годы XX века благодаря популярным песням, ставшим хитами, а также телесериалам.
Шоссе 66 претерпело множество изменений: менялись участки дорог и общая длина шоссе. Большинство из исправлений были направлены на ускорение движения, повышение безопасности и на создание объездов вокруг крупных городов. Одно из таких изменений переместило западный конец шоссе из центра Лос-Анджелеса дальше на запад, в Санта-Монику.
В 1985 году автомагистраль была выведена из системы автомагистралей США в связи с тем, что большая часть маршрута была продублирована более современными и скоростными межштатными автомагистралями. Ряд штатов сохранили дорогу под названием Историческая автомагистраль 66, некоторые штаты перевели её в разряд автомагистралей штата.
В 1990 г. Трассе 66 был присвоен ранг исторической достопримечательности.

## История

### До системы автодорог США

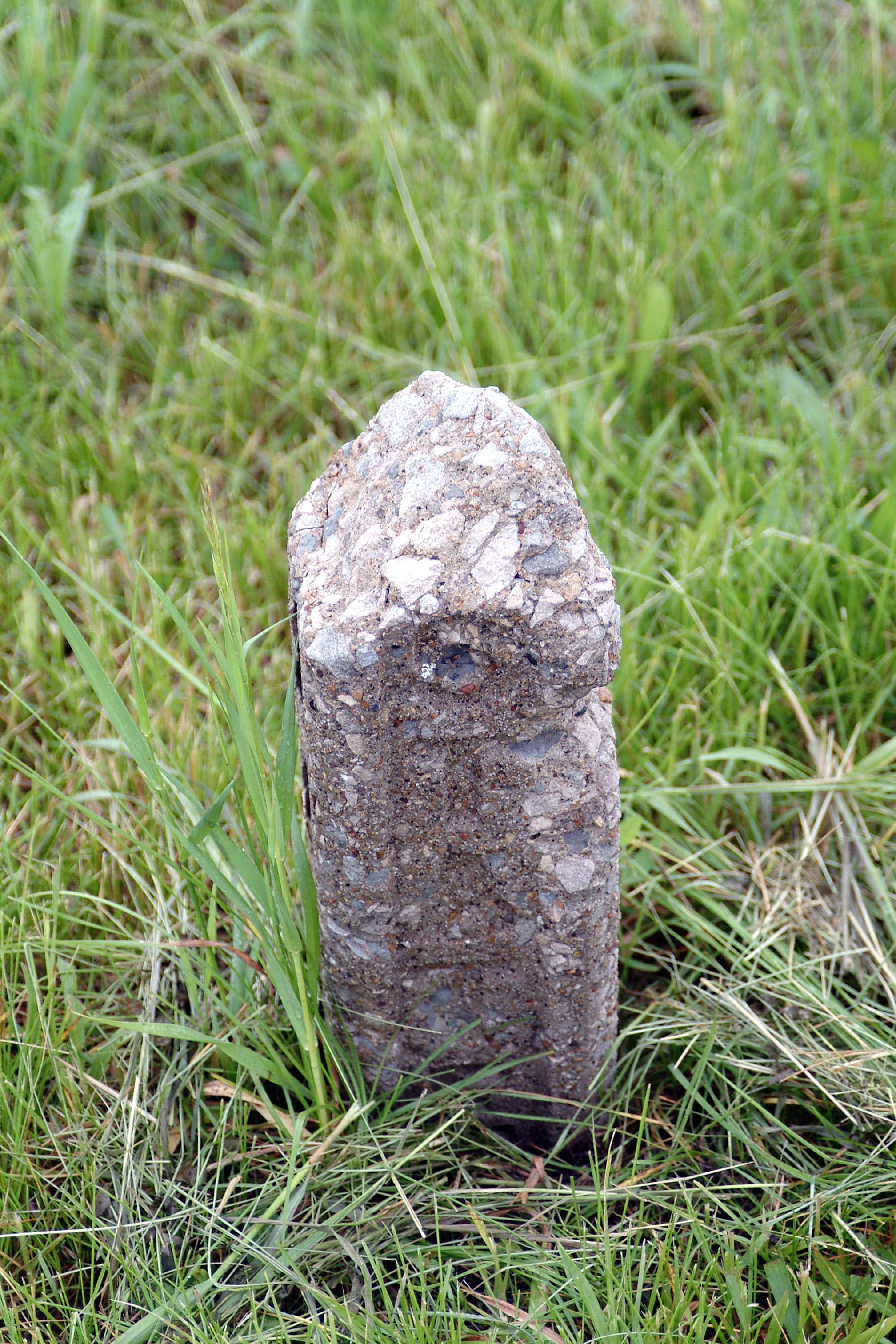
Остаток оригинального дорожного указателя о праве проезда служит напоминанием о ранних днях постройки дороги. Это было частью строения шоссе в 1927 году.

В 1857 году лейтенанту Эдварду Фицджеральду Билу, морскому офицеру на службе Инженерно-топографического корпуса Армии США было поручено построить финансируемую правительством универсальную дорогу вдоль 35-й параллели. Его второй задачей было проверить возможность использования верблюдов в качестве вьючных животных в юго-западной пустыне. Эта дорога стала частью шоссе 66.
До принятия штатами общенациональной системы нумерованных автомобильных дорог, названия авто тропам присваивались частными организациями.

### Появление и расцвет шоссе 66

Знак шоссе с 1926 по 1948 годы

Числовое значение 66 маршруту Чикаго-Лос-Анджелес было присвоено 30 апреля 1926 года в Спрингфилде, штат Миссури. Плакат на Парк Централ Сквер был посвящён городу Ассоциацией шоссе 66 в Миссури, и следы «Дороги-матери» ещё видны в центре города Спрингфилд вдоль Кирни-стрит, Гленстоун авеню, колледжа, а также на улицах Сент-Луиса и на шоссе 266 в Холлтауне, штат Миссури.
Когда начались разговоры о национальной системе автомагистралей, US 66 первым было вписано в закон в 1927 году как одна из первоначальных автомагистралей США, хотя и не было полностью проложено до 1939 года. Предприниматель Сайрус Эйвери, который считается «отцом» трассы 66, категорично заявил, что у дороги должно быть круглое число, и предложил номер 60 для её идентификации. Вспыхнули споры об этом числе, в основном из-за представителей Кентукки, которые хотели дать этот номер автомагистрали Вирджиния-Бич-Лос-Анджелес, а 62 — между Чикаго и Спрингфилдом, Миссури. Аргументы и контраргументы продолжались в течение февраля, включая предложение разделить предложенную дорогу через Кентукки на Северное (к Чикаго) и Южное (к Ньюпорт-Ньюс) шоссе 60. В результате шоссе 60 пролегает между Вирджиния-Бич и Спрингфилдом, а дорога Чикаго-Лос-Анджелес получила номер 62. Эйвери и инженер шоссе Джон Пейдж остановились на «66», потому что он думал, что двухзначное число будет проще запомнить и приятно произносить и слышать. Эйвери и Пейдж также принимали во внимание значение этого числа в нумерологии как главное число, приносящее земные радости и успех.
В 1926 году в Миссури была выпущена карта автодорог штата, на которой шоссе отмечено как US 60.

### Изменения в маршруте
Шоссе претерпело значительные перестройки на многих участках.
В 1930 году участок дороги между Спрингфилдом и Ист-Сент-Луисом был перенесен дальше на восток.

### Упадок

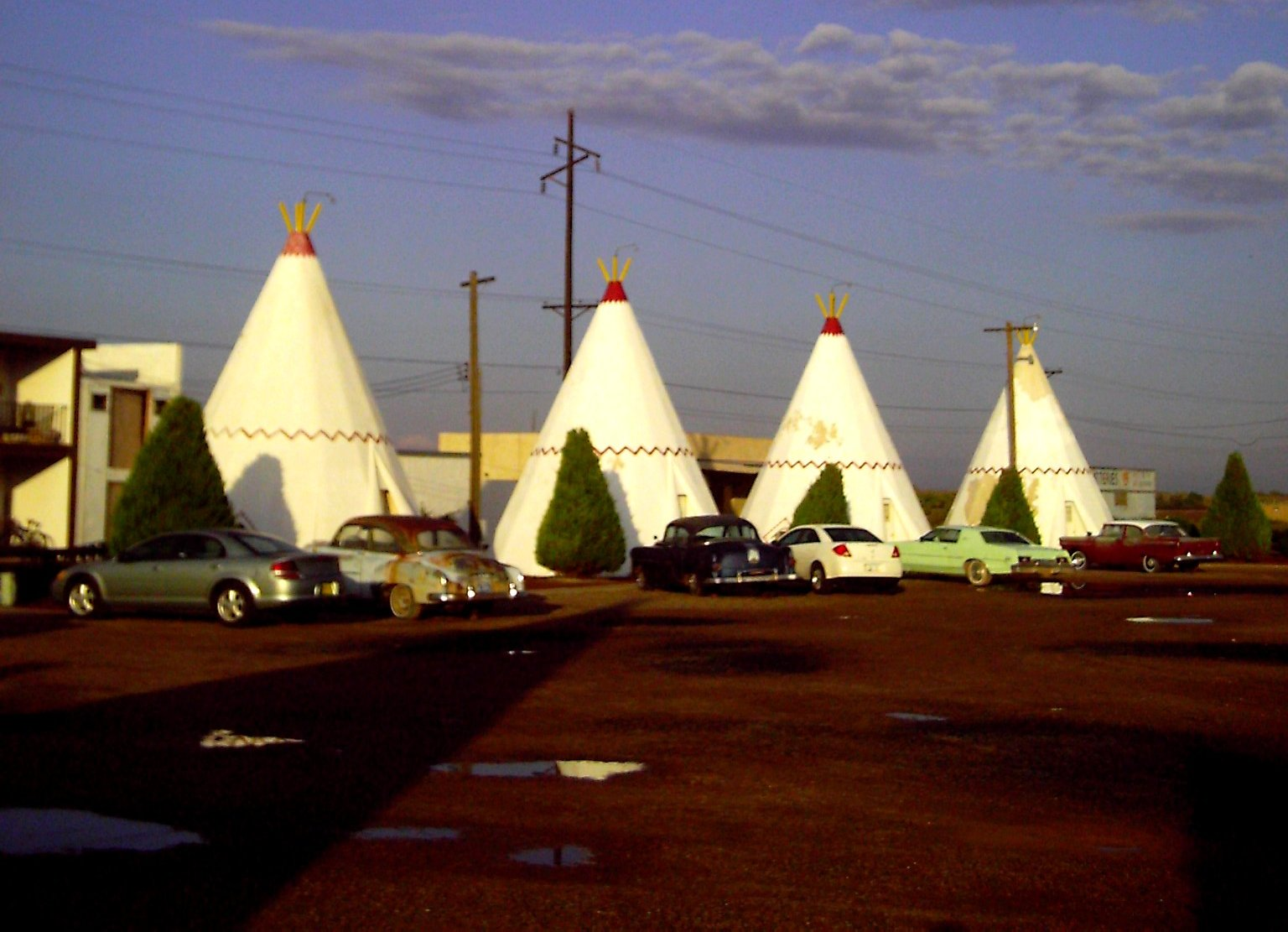
Мотель «Вигвам #6» в Холбруке, Аризона

Началом конца для шоссе 66 стало подписание в 1956 году Акта о Междуштатном шоссе президентом Дуайтом Эйзенхауэром, на которого повлиял опыт пересечения страны в автоколонне в 1919 году, когда он был молодым офицером армии США, и его признание системы Автомагистралей Германии как необходимого компонента системы национальной безопасности.
За время своего почти 60-летнего существования маршрут шоссе 66 постоянно менялся. Поскольку разработка шоссе становилась более сложной, инженеры искали более прямые маршруты между городами. Увеличение движения привело ко многим значительным и незначительным перестройкам US 66 в течение многих лет, особенно в период после Второй Мировой Войны, когда Иллинойс начал расширять шоссе до четырёхполосного практически через весь штат от Чикаго до реки Миссисипи восточнее Сент-Луиса, штат Миссури, в обход практически всех городов. В начале-середине 1950-х годов, Миссури также расширил участок шоссе на своей территории на четыре полосы в комплекте с объездными дорогами. Большинство новых четырёхполосных участков шоссе 66 в обоих штатах были повышены до статуса автострады в последующие годы.

## В популярной культуре

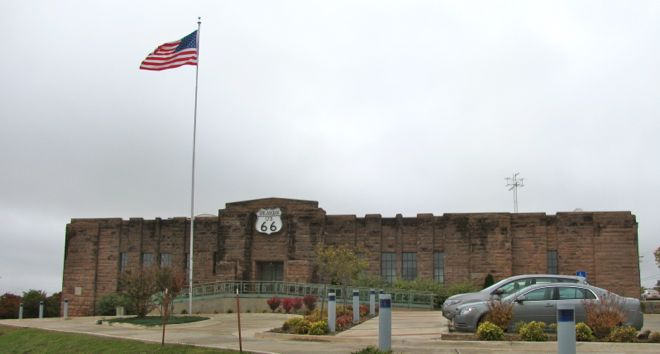
Музей US 66 в Чандлере

- Шоссе посвящен известный хит «Route 66»
- Шоссе фигурирует в культовом романе Джона Стейнбека «Гроздья гнева»
- Шоссе также фигурирует в сюжете мультфильма «Тачки».
- Шоссе фигурирует в качестве игровой локации в компьютерной игре Overwatch.
- В видеоигре «Death Stranding» упоминается шоссе под названием «Мать всех дорог».
- Действие фильма «Шоссе 666» (2001 г.) происходит на одном из участков шоссе 66.